# Залізнична лінія Батьово — Королево
Залізнична лінія Батьово — Королево — одна з головних залізничних ліній в Україні. Пролягає між смт Батьово та Королево у Закарпатській області. Довжина лінії — 68 км. Одноколійна неелектрифікована лінія має чотирирейкову колію. Ширина колії — від 1435 до 1520 мм. Лінією керує Львівська залізниця.

## Історія
Залізнична лінія Батьово — Королево відкрита 24 жовтня 1872 року. Лінія є частиною залізничного сполучення від Серенча до Сигіта. Від 1890 року до закінчення Першої світової війни лінією керувала Угорська Північно-Східна залізниця. Потім лііня перейшла під контроль Чехословацьких державних залізниць. Маршрут нумерований 277 (Кошице — Ясіня — Станіслав).
Після окупації Угорщиною Закарпаття у 1939 році залізниця знову перейшла під керівництво Угорських державних залізниць.
Після закінчення Другої світової війни у 1945 році Закарпаття було приєднане до Радянського Союзу. Тому залізнична лінія Батьово — Королево перейшло під контроль Радянських залізниць. Тоді ж ширина колії була збільшена зі стандартної (1435 мм) до широкої (1520 мм). Щоб не порушити перевезення вантажів, колію між Батьовом та Королевом зробили чотирирейковою.
У 1991 році було проголошено незалежність України. Відтоді лінія Батьово — Королево підпорядковується Укрзалізниці. Нею керує Львівська залізниця.
На відміну від багатьох залізничних ліній України, лінія Батьово — Королево не є електрифікованою.